# Jan Klingen
Johannes (Jan) Klingen (Gouda, 5 oktober 1884 - Rossum (Gld.), 24 september 1944) was een Nederlands rooms-katholiek hoofdonderwijzer en verzetsheld tijdens de Tweede Wereldoorlog in het dorp Alem (toen gelegen in Noord-Brabant, thans behorend tot de provincie Gelderland).
Klingen, die rooms-katholiek hoofdonderwijzer was op de R.K. lagere school in het dorp Alem, woonde met zijn gezin in de woning naast de school aan de St. Odradastraat aldaar. Op zaterdag 23 september 1944 werd hij samen met zijn dochter Tilly en de uit Zaltbommel afkomstige en nietsvermoedende evacué Louis Boelen door twee als Engelse militairen verklede Duitsers thuis in de val gelokt. Zijn vrouw kon samen met hun zoon Leo en dochter Tonny het huis ontvluchten. Klingen en de twee anderen werden vervolgens naar Rossum gebracht en daar onder het gemeentehuis gevangengezet.
De volgende dag werd het drietal teruggebracht naar Alem en onderweg door de Duitsers om het leven gebracht. Op de plaats van de executie werd op 17 mei 1948 een klein monument onthuld, de weg waaraan dit monument staat heet tegenwoordig Jan Klingenweg.
Behalve Jan Klingen was ook zijn oudste zoon Jan, een katholieke religieus en broeder-onderwijzer, actief in het verzet. Jan Klingen jr., die als Joseph Albertus onderwijzend broeder was in de congregatie van Sint Jean Baptist de la Salle (Broeders van de Christelijke Scholen), was al sinds het prille begin van de oorlog actief in het verzet en hield zich onder andere bezig met geheime radiocontacten met Londen sinds 1940. Hij werd hiervoor opgepakt en na aanvankelijk te zijn veroordeeld tot 15 jaar gevangenisstraf op 24 januari 1942 alsnog door een vuurpeloton ter dood gebracht. Zoon Leo kwam in februari 1945 om het leven toen hij met een kano de Maas probeerde over te steken bij een poging om uit het nog bezette deel van Nederland de geallieerde legers aan de andere kant van de rivier te bereiken.